# Élections législatives fidjiennes de 1929
Des élections législatives se tiennent aux Fidji en octobre 1929.

## Contexte
Les Fidji à cette date sont une colonie de l'Empire britannique. Avant 1929, seuls les colons blancs peuvent élire des représentants au Conseil législatif, la majorité autochtone de la population y étant représentée par deux membres nommés et étant représentée auprès du gouverneur surtout par le Grand Conseil des chefs. Les Indo-Fidjiens, travailleurs agricoles amenés d'Inde entre 1879 et 1916, n'ont pas de représentation aux instances gouvernementales. À partir de 1916, les Indo-Fidjiens ont au Conseil législatif un représentant nommé par le gouverneur : Badri Maharaj.
Pour les élections de 1929, la composition du Conseil législatif est la suivante : le gouverneur, treize membres qu'il nomme (membres de l'administration coloniale), six députés élus par les Euro-Fidjiens, trois représentants autochtones nommés par le gouverneur sur proposition du Grand conseil des chefs, et trois députés élus par les Indo-Fidjiens. Ces derniers obtiennent ainsi le droit de vote pour la première fois,. Le droit de vote est fondé sur le suffrage censitaire masculin et s'acquiert à l'âge de 21 ans, les conditions de propriété pour l'accès au droit de vote étant toutefois moins contraignantes pour les Indo-Fidjiens que pour les Euro-Fidjiens.

## Résultats

### Par circonscription
Les résultats sont les suivants :

#### Sièges ethniques euro-fidjiens
Nord
| Parti | Parti | Candidat  | Voix             | % | Remarque |
| ----- | ----- | --------- | ---------------- | - | -------- |
|       | aucun | Hugh Ragg | pas d'adversaire | - | Élu      |

Sud
| Parti | Parti | Candidat          | Voix | %    | Remarque      |
| ----- | ----- | ----------------- | ---- | ---- | ------------- |
|       | aucun | Henry Milne Scott | 471  | 38,5 | Réélu         |
|       | aucun | Alport Barker     | 438  | 35,8 | Réélu         |
|       | aucun | Henry Marks       | 313  | 25,6 | Sortant battu |

Est
| Parti | Parti | Candidat              | Voix             | % | Remarque |
| ----- | ----- | --------------------- | ---------------- | - | -------- |
|       | aucun | John Maynard Hedstrom | pas d'adversaire | - | Réélu    |

Ouest
| Parti | Parti | Candidat                      | Voix | %    | Remarque      |
| ----- | ----- | ----------------------------- | ---- | ---- | ------------- |
|       | aucun | John Percy Bayly              | 59   | 32,4 | Élu           |
|       | aucun | Charles Wimbledon Thomas (en) | 50   | 27,5 |               |
|       | aucun | P. Costello                   | 49   | 26,9 |               |
|       | aucun | Percival William Faddy        | 24   | 13,2 | Sortant battu |

Vanua Levu / Taveuni
| Parti | Parti | Candidat                            | Voix | %    | Remarque |
| ----- | ----- | ----------------------------------- | ---- | ---- | -------- |
|       | aucun | William Edmund Willoughby-Tottenham | 120  | 88,9 | Réélu    |
|       | aucun | E. Hathaway                         | 15   | 11,1 |          |

#### Sièges ethniques indo-fidjiens
Nord et ouest
| Parti | Parti | Candidat             | Voix | %    | Remarque |
| ----- | ----- | -------------------- | ---- | ---- | -------- |
|       | aucun | Parmanand Singh (en) | 309  | 58,2 | Élu      |
|       | aucun | Champadan Gopalan    | 222  | 41,8 |          |

Sud
| Parti | Parti | Candidat      | Voix | %    | Remarque |
| ----- | ----- | ------------- | ---- | ---- | -------- |
|       | aucun | Vishnu Deo    | 419  | 72,1 | Élu      |
|       | aucun | John F. Grant | 162  | 27,9 |          |

Est
| Parti | Parti | Candidat                  | Voix | %    | Remarque |
| ----- | ----- | ------------------------- | ---- | ---- | -------- |
|       | aucun | James Ramchandar Rao (en) | 63   | 75,9 | Élu      |
|       | aucun | Khalil Sahim              | 20   | 24,1 |          |

### Représentants ethniques nommés
Le gouverneur Sir Eyre Hutson (en) nomme au Conseil législatif les trois chefs autochtones suivants, les sélectionnant parmi ceux recommandés par le Grand Conseil des chefs. Les deux chefs siégeant déjà sont simplement reconduits, mais avec la création d'un troisième siège pour les autochtones, le gouverneur choisit Ratu Pope Seniloli, petit-fils de l'ancien roi Ratu Seru Cakobau, pour siéger à leurs côtés :
|  | Ratu Joni Mataitini  |
|  | Ratu Deve Toganivalu |
|  | Ratu Pope Seniloli   |